# Râul Frumușelu
Râul Frumușelu este un curs de apă, afluent al râului Marginea Domnească. 